# Archibald Dickson
Archibald Dickson (Cardiff, 1892 - port d'Anvers, 18 de novembre de 1939), fou un mariner gal·lès, capità del Stanbrook un vell carboner de 1383 tones amb una eslora de 70m i una mànega de 16.50m. Va protagonitzar un dels últim fets de la guerra civil espanyola en rescatar del port d'Alacant a 2.638 persones que fugien de les tropes franquistes. El capità va aconseguir superar el bloqueig que l'armada franquista i els avions de l'Alemanya nazi havien imposat al port d'Alacant, essent l'únic que ho intentà i ho aconseguí. Amb el seu vaixell ple de gom a gom de refugiats va poder transportar la seua càrrega de vides humanes fins al port d'Orà. El viatge va estar ple de perills perquè el vaixell navegava escorat i sota la línia de flotació, a més dels continus bombardejos. Després d'un dia de viatge va arribar al port d'Orà on les autoritats no van permetre desembarcar als refugiats fins després d'un mes d'espera al port.
El Stanbrook va tindre un final tràgic, en ser torpedinat per un submarí Alemany U57 dirigit pel comandant Claus Korth a l'entrada del port d'Anvers. El Stanbrook es va partir en dos i es va enfonsar amb els seus 20 tripulants. El capità Dickson va morir en l'afonament a l'edat de 47 anys, deixant una viuda i dos orfes. En saber-se la notícia als camps de concentració d'Algèria es va guardar un minut de silenci en la seua memòria.
El març de 2009, Comissió Cívica d'Alacant per a la recuperació de la Memòria Històrica va organitzar un homenatge a Dickson, al que foren convidats els seus dos fills, Arnold i Dorothea, i hi assistiren més d'un miler de persones, entre elles passatgers supervivents i els seus descendents.